# Kharbav
Kharbav es una  ciudad censal situada en el distrito de Thane en el estado de Maharashtra (India). Su población es de 5250 habitantes (2011). Se encuentra a 4 km de Thane y a 45 km de Bombay.

## Demografía
Según el censo de 2011 la población de Kharbav era de 5250 habitantes, de los cuales 2630 eran hombres y 2620 eran mujeres. Kharbav tiene una tasa media de alfabetización del 84,35%, superior a la media estatal del 82,34%: la alfabetización masculina es del 91,17%, y la alfabetización femenina del 77,56%.